# Gösta Sandberg

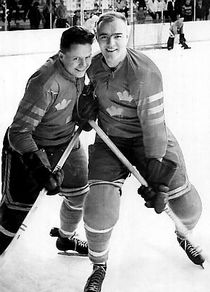
Sandberg (l.) und Hans Mild 1961 beim Eishockeyspiel.

Gösta Oskar Leonard „Knivsta“ Sandberg (* 6. August 1932 in Knivsta; † 27. April 2006 in Stockholm) war ein schwedischer Fußball-, Bandy- und Eishockeyspieler.
Er spielte in allen Sportarten für Djurgårdens IF. Im Jahr 1956 wurde er zu Schwedens Fußballer des Jahres gewählt.
Mit der schwedischen Fußballmannschaft gewann er bei den Olympischen Spielen 1952 in Helsinki die Bronzemedaille.